# Big Brovaz
Big Brovaz é um grupo britânico de R&B e hip hop formado em 2001. Em sua formação original, o grupo foi composto por três mulheres (Cherise Roberts, Nadia Shepherd, e Dion), três homens (J-Rock; Flawless, e Randy), e os produtores Skillz (também conhecido como JJC), e Michael Fingaz Mugisha.
Tiveram destaque em 2002, com o single "Nu Flow", que figurou em 3º lugar no UK Single Charts.
Em 2004, Flawless, um dos seis membros integrantes, foi dispensado do grupo após ter sido detido no Aeroporto Internacional de Los Angeles, em posse de cannabis.
Mais tarde, em 2006, Cherise, e Nadia deixaram o grupo para seguir carreiras paralelas no projeto Booty Luv, enquanto J-Rock, e Randy seguiram carreira em um novo grupo, o Party Dark.
Cinco anos após a separação, em 2012, Cherise, Nadia, J-Rock, e Randy, reuniram-se ao lado de três integrantes do grupo pop britânico S Club 7, em uma turnê na Austrália, dando retorno às apresentações do Big Brovaz em paralelo a seus trabalhos independentes.

## Discografia

### Álbuns de estúdio
| Ano  | Detalhes sobre o álbum                                                                                   | Posições nas paradas | Posições nas paradas | Posições nas paradas | Posições nas paradas | Posições nas paradas | Posições nas paradas | Posições nas paradas | Certificações  |
| Ano  | Detalhes sobre o álbum                                                                                   | UK                   | AUS                  | BEL                  | NZ                   | NL                   | SWE                  | TUR                  | Certificações  |
| ---- | --- | -------------------- | -------------------- | -------------------- | -------------------- | -------------------- | -------------------- | -------------------- | -------------- |
| 2002 | Nu-Flow - Primeiro álbum de estúdio - Lançado em: 4 de novembro de 2002 - Gravadoras: Sony Music / Epic  | 6                    | 37                   | 45                   | 31                   | 56                   | 53                   | 44                   | - BPI: Platina |
| 2007 | Re-Entry - Segundo álbum de estúdio - Lançado em: 9 de abril de 2007 - Gravadoras: RAF / Genetic Records | —                    | —                    | —                    | —                    | —                    | —                    | —                    |                |

### Singles
| Ano  | Título                                    | Posições nas paradas | Posições nas paradas | Posições nas paradas | Posições nas paradas | Posições nas paradas | Posições nas paradas | Posições nas paradas | Álbum                          |
| Ano  | Título                                    | UK                   | AUS                  | BEL                  | NZ                   | NL                   | SWE                  | TUR                  | Álbum                          |
| ---- | ----------------------------------------- | -------------------- | -------------------- | -------------------- | -------------------- | -------------------- | -------------------- | -------------------- | ------------------------------ |
| 2002 | "Nu Flow"                                 | 3                    | 3                    | 2                    | 1                    | 2                    | 2                    | 2                    | Nu-Flow                        |
| 2003 | "OK"                                      | 7                    | 64                   | 24                   | —                    | 37                   | 40                   | 44                   | Nu-Flow                        |
| 2003 | "Favourite Things"                        | 2                    | 3                    | 17                   | 3                    | 76                   | 47                   | 51                   | Nu-Flow                        |
| 2003 | "Baby Boy"                                | 4                    | 8                    | 29                   | 13                   | —                    | —                    | 58                   | Nu-Flow                        |
| 2003 | "Ain't What You Do"                       | 15                   | —                    | —                    | —                    | —                    | —                    | —                    | Nu-Flow                        |
| 2004 | "We Wanna Thank You (The Things You Do)"  | 6                    | —                    | —                    | —                    | —                    | —                    | —                    | Scooby-Doo 2: Monstros à Solta |
| 2004 | "Thank You (Falettinme Be Mice Elf Agin)" | 17                   | 56                   | 48                   | —                    | —                    | —                    | —                    | Scooby-Doo 2: Monstros à Solta |
| 2004 | "Yours Fatally"                           | 15                   | —                    | —                    | —                    | —                    | —                    | —                    | Re-Entry                       |
| 2006 | "Hangin' Around"                          | 57                   | —                    | —                    | —                    | —                    | —                    | —                    | Re-Entry                       |
| 2007 | "Big Bro Thang"                           | 171                  | —                    | —                    | —                    | —                    | —                    | —                    | Re-Entry                       |
| 2014 | "Here Comes The Sun"                      | —                    | —                    | —                    | —                    | —                    | —                    | —                    |                                |
| 2021 | "Controlla (feat. Bradley McIntosh)"      | —                    | —                    | —                    | —                    | —                    | —                    | —                    |                                |

## Filmografia
- Scooby-Doo 2: Monstros à Solta (2004)